# Spodoptera praeterita
Spodoptera praeterita là một loài bướm đêm trong họ Noctuidae.